# Województwo toruńskie

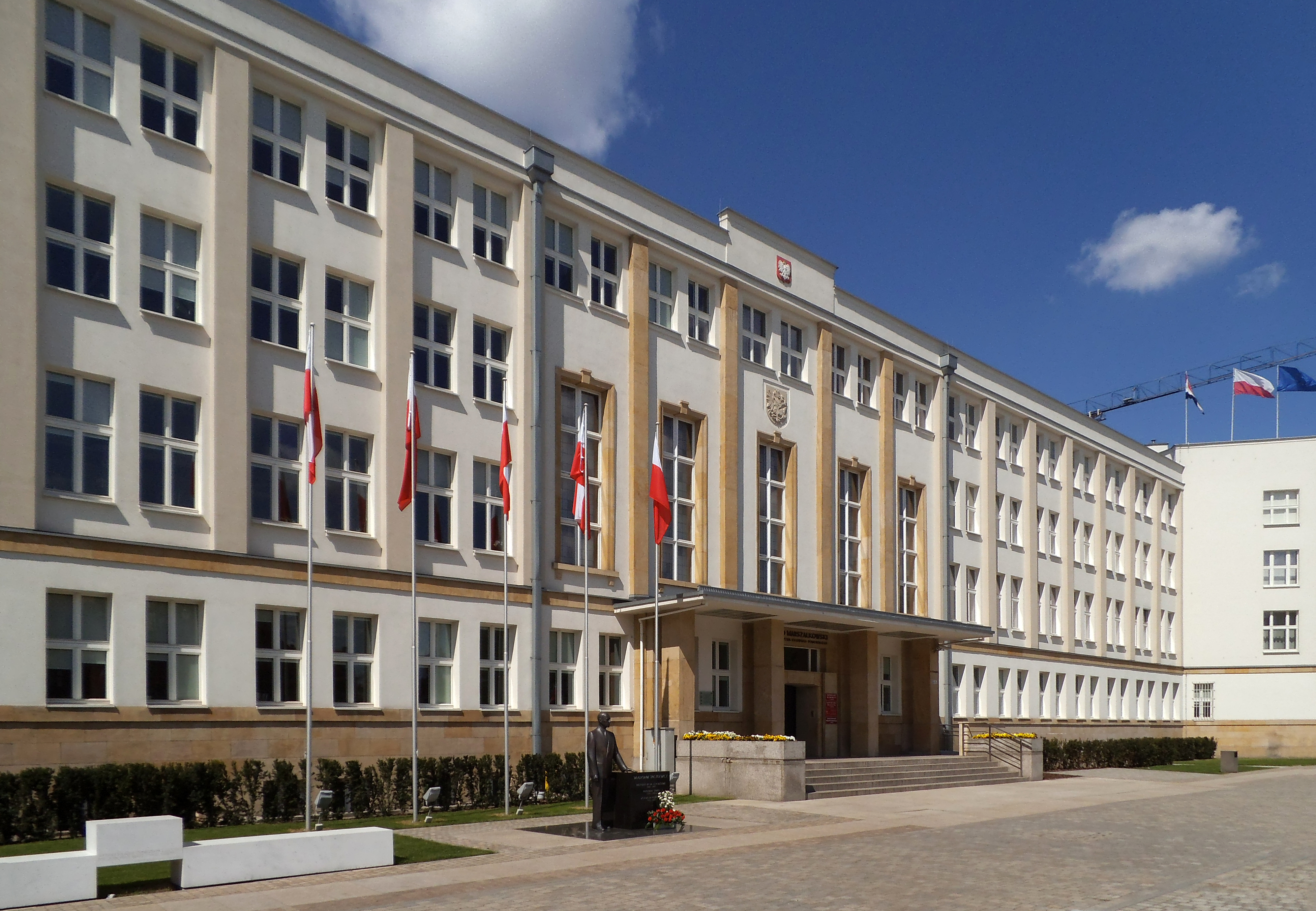
Urząd Wojewódzki województwa toruńskiego (1975–1999), obecnie Urząd Marszałkowski województwa kujawsko-pomorskiego (od 1999 roku)

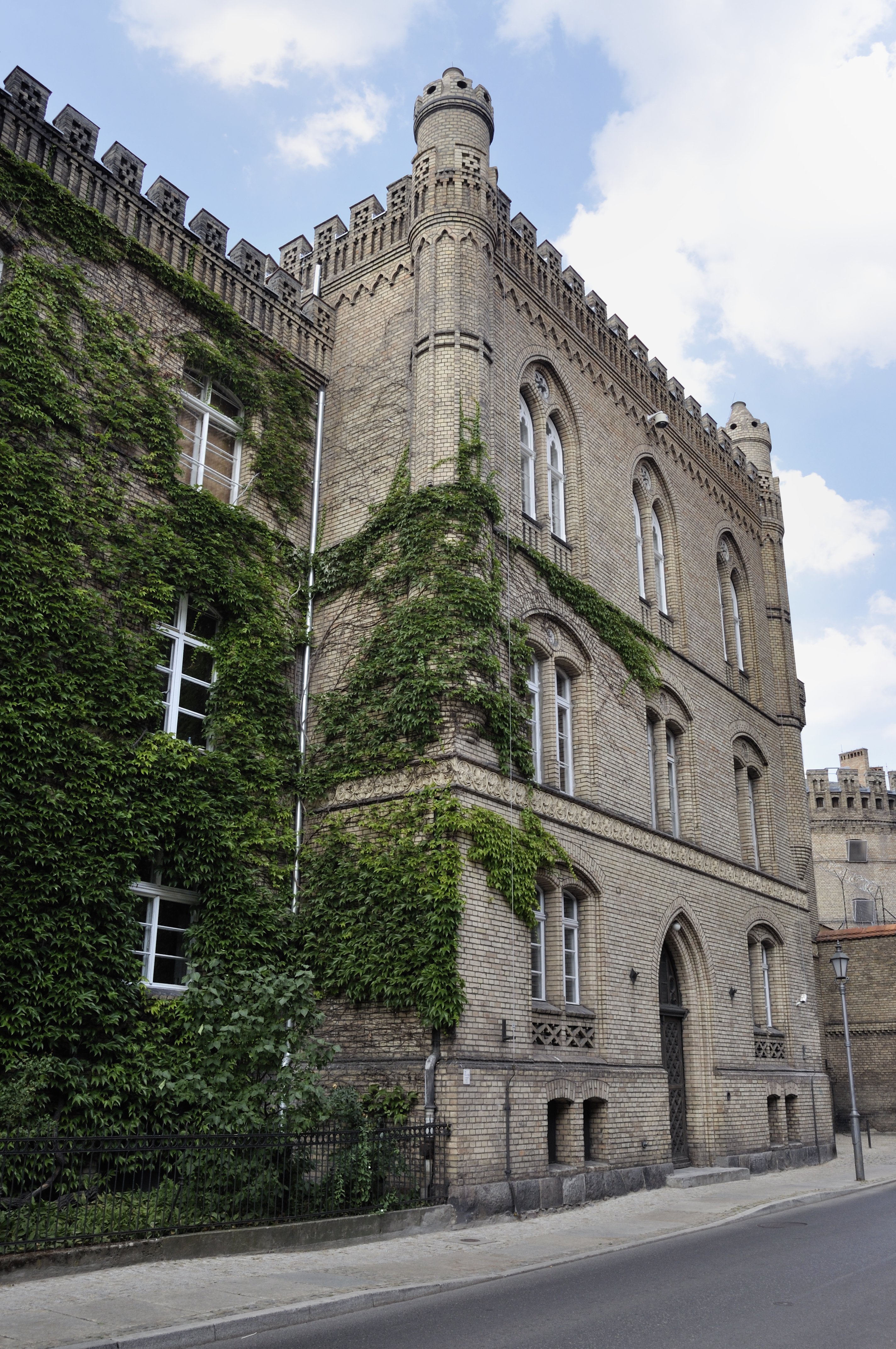
Dawny Sąd Wojewódzki w Toruniu, obecnie Sąd Okręgowy

Województwo toruńskie – jedno z 49 województw istniejących w latach 1975–1998. Znajdowało się w centralnej Polsce, sąsiadowało z województwami: bydgoskim, elbląskim, włocławskim, ciechanowskim i olsztyńskim.

## Historia
Województwo toruńskie powstało 1 czerwca 1975 roku. Zostało ono wydzielone ze wschodnich terenów województwa bydgoskiego oraz z części południowej województwa olsztyńskiego. Pierwszym wojewodą toruńskim został Jan Przytarski. Siedzibą Urzędu Wojewódzkiego stał się gmach Miejskiej Rady Narodowej, znajdujący się przy ówczesnym placu Armii Czerwonej, obecnie placu Teatralnym 2.
Od 1999 roku, kiedy to weszła w życie kolejna reform administracyjna kraju, prawie całe byłe województwo toruńskie (oprócz gmin powiatu nowomiejskiego) weszło w skład nowo powstałego województwa kujawsko-pomorskiego, a Toruń stał się jedną z dwóch stolic regionu.

## Urzędy Rejonowe
| Urząd rejonowy (siedziba) | Gminy |
| ------------------------- | --- |
| Brodnica                  | Biskupiec, Bobrowo, Brodnica, Brzozie, Górzno, Grążawy, Grodziczno, Jabłonowo Pomorskie, Kurzętnik, Nowe Miasto Lubawskie, Osiek, Świedziebnia, Wąpielsk i Zbiczno oraz miast Brodnica i Nowe Miasto Lubawskie                |
| Grudziądz                 | Chełmno, Grudziądz, Gruta, Lisewo, Łasin, Rogóźno, Stolno i Świecie n. Osą oraz miast Chełmno i Grudziądz |
| Toruń                     | Chełmża, Ciechocin, Golub-Dobrzyń, Kijewo Królewskie, Kowalewo Pomorskie, Lubicz, Łubianka, Łysomice, Obrowo, Papowo Biskupie, Radomin, Unisław, Wielka Nieszawka i Zławieś Wielka oraz miast: Chełmża, Golub-Dobrzyń i Toruń |
| Wąbrzeźno                 | Dębowa Łąka, Książki, Płużnica, Radzyń Chełmiński i Wąbrzeźno oraz miasta Wąbrzeźno |

## Miasta
Ludność (stan z 31.12.1998)
- Toruń – 206 158
- Grudziądz – 102 434
- Brodnica – 27 895
- Chełmno – 22 138
- Chełmża – 15 408
- Wąbrzeźno – 14 132
- Golub-Dobrzyń – 13 005
- Nowe Miasto Lubawskie – 10 776
- Kowalewo Pomorskie – 4 069
- Jabłonowo Pomorskie – 3 704
- Łasin – 3 200
- Radzyń Chełmiński – 1 400
- Górzno – 1 200

## Ludność w latach
| Rok                    | Liczba mieszkańców |
| ---------------------- | ------------------ |
| 1975 (31 grudnia)      | 587,4 tys.         |
| 1976 (31 grudnia)      | 593,7 tys.         |
| 1977 (31 grudnia)      | 600,8 tys.         |
| 1978 (spis powszechny) | 599 044            |
| 1978 (31 grudnia)      | 599,1 tys.         |
| 1979 (31 grudnia)      | 605,3 tys.         |
| 1980 (31 grudnia)      | 610,8 tys.         |
| 1983 (31 grudnia)      | 627,1 tys.         |
| 1985 (31 grudnia)      | 640,6 tys.         |
| 1986                   | 645,8 tys.         |
| 1987                   | 649,6 tys.         |
| 1988                   | 653,2 tys.         |
| 1989 (31 grudnia)      | 655,7 tys.         |
| 1990 (30 czerwca)      | 657,7 tys.         |
| 1990 (31 grudnia)      | 659,1 tys.         |
| 1991 (31 grudnia)      | 660,6 tys.         |
| 1992 (31 grudnia)      | 665,1 tys.         |
| 1993 (30 czerwca)      | 666,1 tys.         |
| 1994 (31 grudnia)      | 669,8 tys.         |
| 1995 (30 czerwca)      | 670,3 tys.         |
| 1995 (31 grudnia)      | 671,1 tys.         |
| 1997 (31 grudnia)      | 673,9 tys.         |

## Wojewodowie
- Jan Przytarski (1975–1981)[24]
- Stanisław Paczkowski (1981–1982)[25]
- Stanisław Trokowski (1982–1988)[26]
- Stanisław Rakowicz (1988–1990)[27]
- Andrzej Tyc (1990–1992)[28]
- Bernard Kwiatkowski (1992–1997)[29]
- Wojciech Daniel (1997–1998)[30]

### Wicewojewodowie
Opracowano na podstawie:
- Bohdan Kołodziejczak (1.06.1975–31.12.1976)
- Stefan Stefański (1.06.1975–30.11.1984)
- Karol Szczygieł (1.06.1975–28.02.1983)
- Stanisław Trokowski (1.01.1977–31.10.1982)
- Piotr Pec (27.11.1982–30.07.1989)
- Józef Czaja (6.12.1982–31.05.1985)
- Roman Czyrkiewicz (1.04.1985–30.11.1990)
- Erazm Chojecki (11.02.1985–10.07.1989)
- Jerzy Niedźwiecki (11.01.1989–31.05.1990)
- Franciszek Jakubowski (11.01.1989–30.11.1990)
- Zbigniew Muchliński (1.06.1990–29.03.1999)